# Осока сближенная
Осо́ка сбли́женная (лат. Carex appropinquata) — многолетнее травянистое растение, вид рода Осока (Carex) семейства Осоковые (Cyperaceae).

## Ботаническое описание

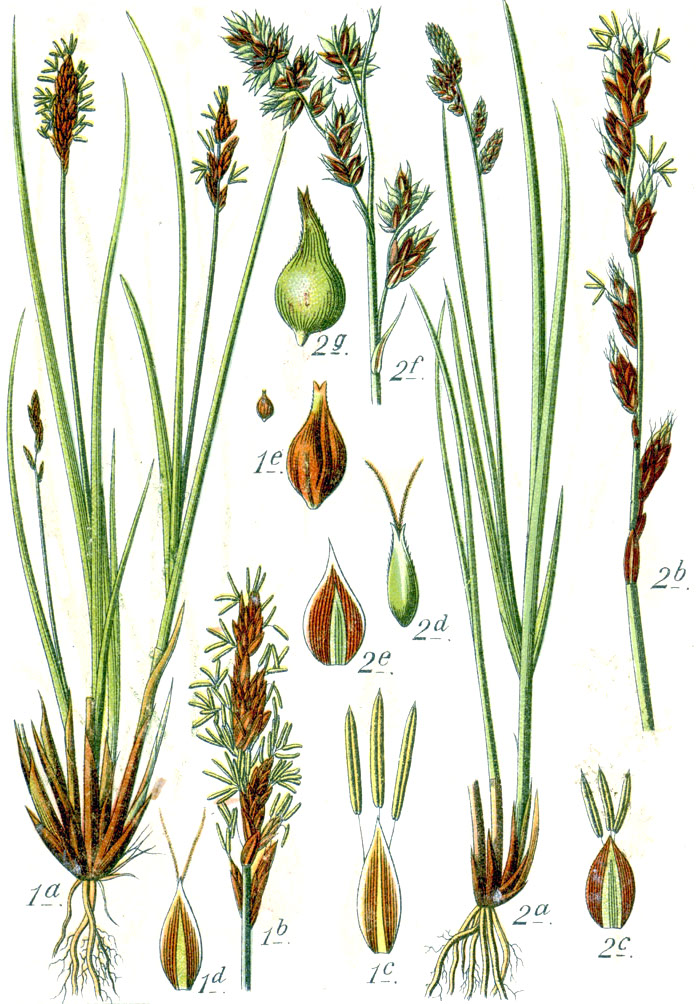
1 — Carex paradoxa (Syn. Carex appropinquata)

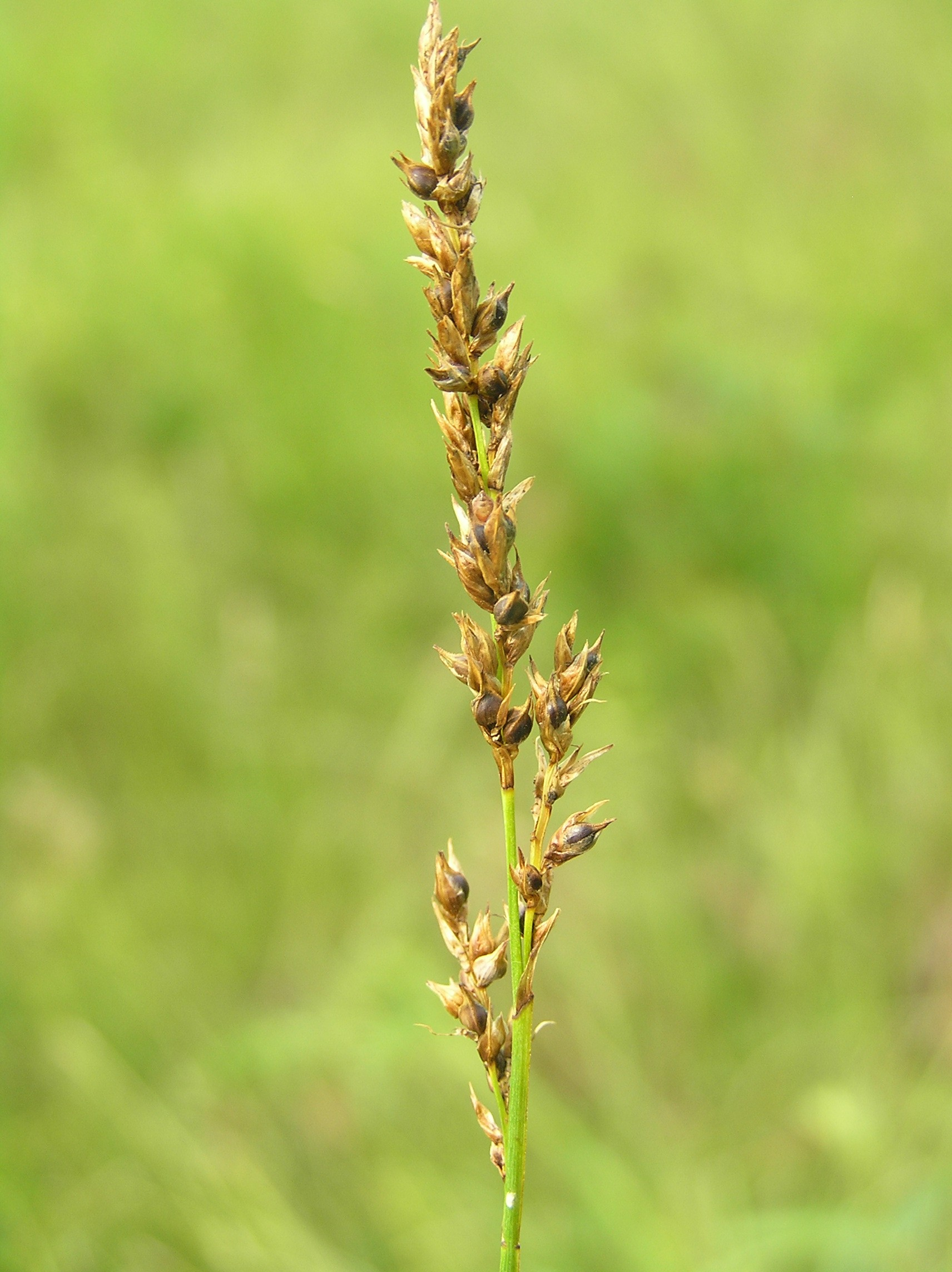
Соцветие, Чешская Республика

Серо-зелёное растение, образует кочки или плотные дерновины.
Стебли с плоскими сторонами, островато-шероховатые, 50—100 см высотой, окружены при основании волосовидно расщеплёнными чёрно-бурыми остатками листовых влагалищ.
Листья почти равные стеблю, плоские или сложенные, до 2 мм шириной.
Соцветие 4—8(10) см длиной, продолговато-метельчатое, с прижатыми или отклонёнными веточками, внизу достигающими 2—3 см длиной, у основания с короткими прицветными листьями. Колоски андрогинные, многочисленные, мелкие, малоцветковые. Чешуи продолговато-яйцевидные, острые, красновато-бурые, со светлым килем и узким перепончатым краем, равные мешочкам. Мешочки неравно-двояковыпуклые, толстокожистые, матовые, яйцевидные или широкояйцевидные, 2,5—3 мм длиной, красновато-бурые, спереди особенно сильно бугристо выпуклые, с обеих сторон с 7—8 выдающимися жилками, вверху с очень узкими зазубренными краями, с широким основанием, резко суженные в удлинённый, прямо усечённый или едва выемчатый, зазубренный и узко-крылатый, спереди щелевидно рассечённый носик. Кроющие листья чешуевидные.
Плодоносит в июне—июле.
Число хромосом 2n=64.
Вид описан из Дании.

## Распространение
Европа; Европейская часть России: все районы, кроме Арктики, низовий Волги, в Нижнедонском Новочеркасск и Есауловка; Прибалтика; Беларусь; Украина: все районы, кроме Причерноземья, Крыма; Кавказ: Большой Кавказ (запад и центр), Грузия (Сомхетия), Армения (Лорийское плато), Джавахетия, верховья реки Кции; Западная Сибирь: юг бассейна Оби, северная часть бассейна Тобола, север и восток бассейна Иртыша, Алтай; Восточная Сибирь: бассейн Енисея (Туруханский район, бассейн низовий Ангары), крайний юг Ленско-Колымского района, Ангаро-Саянский район, восточное побережье Байкала; Западная Азия: Северо-Восточная Турция.